# أم ميال ميري
أم ميال ميري قرية سوريّة تتبع إداريّاً لمحافظة حلب منطقة منبج ناحية أبو كهف، بلغ تعداد سكانها 256 نسمة حسب التعداد السكاني لعام 2004.